# Hasnon
Hasnon é uma comuna francesa na região administrativa de Altos da França, no departamento do Norte. Estende-se por uma área de 12.74 km². Em 2010 a comuna tinha 3 930 habitantes (densidade: 308,5 hab./km²).